# Spellbound (pel·lícula de 1945)
Spellbound és una pel·lícula estatunidenca de 1945 dirigida per Alfred Hitchcock i protagonitzada per Ingrid Bergman i Gregory Peck. Va ser nominada a diversos Oscars, però aconseguí només el de millor banda sonora per a Miklós Rózsa.
Es tracta d'un thriller romàntic, amb guió d'Angus MacPhail i Ben Hecht adaptat de la novel·la The House of Dr. Edwardes, de Francis Beeding (pseudònim de John Palmer i Hilary St. George Sanders). Explica la història del nou director d'un centre psiquiàtric que resulta no ser el que diu.
La pel·lícula va ser rodada a Nova York, Los Angeles i Alta (Utah). La famosa escena del somni és plena de simbolisme, i va ser dissenyada per Salvador Dalí, de qui Hitchcock era un gran admirador.

## Argument
El director de l'hospital psiquiàtric Green Manors, el doctor Murchison, serà substituït pel doctor Edwardes. En el mateix centre treballa la doctora Constance Petersen, que és una psicoanalista caracteritzada per la seva dedicació a la psiquiatria i pel seu caràcter fred i distant. Quan arriba el doctor Edwardes Constance se n'enamora perdudament.
Però l'actitud estranya del nou director i les seves fòbies fan que els doctors s'adonin que res no és el que sembla. Comparant l'escriptura descobreixen que Edwardes és un malalt mental que es fa passar pel doctor. L'impostor creu haver assassinat al veritable Edwardes, i així ho confessa a Constance. El problema és que pateix d'amnèsia i no recorda res, ni tan sols el seu nom.
El "doctor Edwardes" escapa durant la nit, deixant-li una nota a Constance en la que diu que va a Nova York. Quan tot això es fa públic es descobreix que el veritable doctor ha desaparegut i que pot haver estat assassinat; llavors, la doctora decideix anar a trobar el fals tot i saber que la policia el persegueix, per tal de desbloquejar la seva ment i descobrir què ha succeït realment.
Constance i "Edwardes" (que ara es fa dir John Brown) van en tren a Rochester (Nova York) a trobar-se amb un antic professor i mentor d'ella: el Dr. Brulov. Ambdós analitzen el somni que "John Brown" va tenir i dedueixen que Brown i Edwardes havien anat a esquiar junts i que d'alguna manera el doctor va morir durant el viatge. Constance i Brown van a l'estació d'esquí per a reviure l'esdeveniment i desbloquejar els records reprimits.
Al peu de la muntanya Brown recupera la memòria: recorda que hi ha un precipici davant d'ells, al qual Edwardes havia caigut, i també recorda el seu vertader nom: John Ballantyne. Tot queda explicat però, quan està a punt de ser exonerat, es descobreix que el doctor tenia una bala al cos i Ballantyne és declarat culpable d'assassinat i enviat a la presó.
Una desolada Constance torna a la clínica psiquiàtrica, on el doctor Peterson ocupa la seva antiga posició. Repassant les seves notes del somni s'adona que l'home que va disparar Edwardes havia de ser Murchinson, amagat rere un arbre. Decidida a descobrir-lo s'hi enfronta; aquest confessa, però encara conserva l'arma i l'amenaça de disparar. Mentre ella retrocedeix li diu que el primer crim tenia circumstàncies atenuants del seu propi estat mental, però que aquest el durà a la cadira elèctrica; Murchinson permet que marxi i llavors se suïcida.
Havent escapat del perill, Constance corre a reunir-se amb Ballantyne.

## Repartiment
- Ingrid Bergman: Dra. Constance Petersen
- Gregory Peck: Dr. Anthony Edwardes / John Ballantyne
- Rhonda Fleming: Mary Carmichael
- Michael Chekhov: Dr. Alexander Brulov
- Leo G. Carroll: Dr. Murchison
- John Emery: Dr. Fleurot
- Norman Lloyd: Sr. Garmes

## Premis i nominacions

### Premis[3]
- Oscar a la millor banda sonora per a Miklós Rózsa
- Premi de la New York Film Critics Circle: millor actriu per a Ingrid Bergman (també per The Bells of St. Mary's)

### Nominacions[3]
- Oscar a la millor pel·lícula per David O. Selznick
- Oscar al millor actor secundari per a Michael Chekhov
- Oscar a la millor fotografia en blanc i negre per a George Barnes
- Oscar al millor director per a Alfred Hitchcock
- Oscar als millors efectes visuals per a Jack Cosgrove (fotogràfic)